# პ
P'ari (asomtavruli Ⴎ, nuskuri ⴎ, mkhedruli პ, mtavruli Პ) là chữ cái thứ 17 trong bảng chữ cái Gruzia.
Trong hệ thống chữ số Gruzia, პ có giá trị là 80.

## Chữ cái
| asomtavruli | nuskuri | mkhedruli |
| ----------- | ------- | --------- |
|             |         |           |

## Mã hóa máy tính
| asomtavruli | nuskuri | mkhedruli |
| ----------- | ------- | --------- |
| U+10AE      | U+2D0E  | U+10DE    |

## Chữ nổi
| mkhedruli |
| --------- |
|           |